# Eryngium palmito
Eryngium palmito är en flockblommig växtart som beskrevs av Pierre Edmond Boissier och Theodor Heinrich von Heldreich. Eryngium palmito ingår i släktet martornar, och familjen flockblommiga växter. Inga underarter finns listade i Catalogue of Life.